# Heidermühle (Overath)
Heidermühle ist ein Ortsteil von Steinenbrück in der Stadt Overath im Rheinisch-Bergischen Kreis in Nordrhein-Westfalen, Deutschland.

## Lage und Beschreibung
Der Ortsteil Heidermühle liegt oberhalb der Bundesautobahn 4 an der Kreisstraße 38, die Kreutzhäuschen mit Steinenbrück verbindet. Heidermühle ist Standort einer von drei Overather Streusiedlungen von Siebenbürger Sachsen. Naheliegende Orte sind Mittelbech, Oberbech, Stich, Lokenbach und Großhurden.

## Geschichte
Die Heidermühle am Holzbach wurde als Getreidemühle im Jahr 1783 durch den Ackerer Gottfried Schmitt zu Heide errichtet. Die Mühle gehörte zu dieser Zeit der Honschaft Löderich im Kirchspiel Overath an.
Um 1800 gehörte sie einem Peter Schwamborn, 1832 einem Wilhelm Dresbach aus Großhurden. 1835 wurde sie von einem Hermann Altenrath aus Großhurden gekauft.
Der Ort ist auf der Topographischen Aufnahme der Rheinlande von 1817 als Heide M. verzeichnet. Die Preußische Uraufnahme von 1845 zeigt den Wohnplatz mit einem Mühlensymbol, aber unbeschriftet. Ab der Preußischen Neuaufnahme von 1892 ist der Ort auf Messtischblättern regelmäßig als Heider M. verzeichnet.
Heidermühle gehörte nach dem Zusammenbruch der napoleonischen Administration und deren Ablösung zur Bürgermeisterei Overath im Kreis Mülheim am Rhein.  Die Liste Einwohner und Viehstand von 1848 führt drei Personen als Einwohner von Heidermühle auf: Die zweiköpfige Familie des Peter Roth, Ackerer und Pächter, Besitzer von einer Kuh und einem Kalb, ferner den Handelsmann Jacob Hasberg, ohne Viehbesitz.
Die Gemeinde- und Gutbezirksstatistik der Rheinprovinz führt Heidermühle 1871 mit einem Wohnhaus und elf Einwohnern auf. Im Gemeindelexikon für die Provinz Rheinland von 1888 werden für Heidermühle ein Wohnhaus mit zehn Einwohnern angegeben. 1895 besitzt der Ort ebenfalls ein Wohnhaus mit zehn Einwohnern, 1905 werden ein Wohnhaus und sieben Einwohner angegeben.
Weitere Besitzer der Mühlenanlage waren 1934 ein Ludwig Halermeier aus Heumar und 1941 ein Josef Marten aus Lustheide. Der Betrieb der Mühle endete in den 1950er Jahren.
Auf den Gruben Achenbach und Arago wurden im 19. Jahrhundert Buntmetallerze abgebaut.